# María Melisena
María Melisena (en griego: Μαρία Μελισσηνή) fue duquesa de Atenas. 
María era la hija de León Meliseno y Helena Calcocondilas, miembros de unas nobles familias del Peloponeso. Se casó con Antonio I Acciaioli, que fue duque de Atenas en 1402 (reconocido en 1405) hasta 1435. Cuando su marido murió sin hijos, María se quiso proclamar duquesa pero la nobleza del ducado no le dio apoyo y reconoció al sobrino de Antonio I (hijo de un primo hermano) Nerio II Acciaioli. María fue arrestada y luego desterrada de Atenas. 